# Leptoteleia josephi
Leptoteleia josephi är en stekelart som beskrevs av Lubomir Masner 1978. Leptoteleia josephi ingår i släktet Leptoteleia och familjen Scelionidae. Inga underarter finns listade i Catalogue of Life.